# Pedro López (kẻ giết người hàng loạt)
Pedro Alonso López (sinh ngày 8 tháng 10 năm 1948) là kẻ giết người hàng loạt người Columbia, bị cáo buộc là hung thủ giết hơn 100 người. Ngoài ra hắn cũng khai nhận từng cướp, hiếp và giết tới hơn 300 người trên toàn lãnh thổ 3 nước Colombia, Peru và Ecuador. Ngoài những bài báo địa phương, tên tuổi của López còn được toàn thế giới chú ý với bài phỏng vấn của nhà báo tự do Ron Laytner thực hiện tại nhà tù Ambato vào năm 1980.
Bài phỏng vấn của Laytner ngay lập tức được công bố rộng rãi, bao gồm tờ Chicago Tribune (13 tháng 6 năm 1980), Toronto Sun và The Sacramento Bee (21 tháng 6) và rải rác trong nhiều năm sau trong nhiều ấn phẩm tại Bắc Mỹ, bao gồm cả tờ National Enquirer. Ngoài bài báo của Laytner cùng những thông tin chính thức từ cơ quan thông tấn AP, vụ án còn được đăng tải trên phụ san The World's Most Infamous Murders tuyển tập danh sách những kẻ giết người hàng loạt trên thế giới, trong cả ấn bản báo in và báo điện tử.
Thông qua câu chuyện của Laytner, López được gán với biệt danh "Con quái vật vùng Andes" khi hắn dẫn cảnh sát khám xét 53 ngôi mộ ở Ecuador, nơi hắn chôn xác các nạn nhân đều là những cô bé từ 9-12 tuổi. Năm 1983, hắn bị kết án là thủ phạm giết hại 113 cô bé tại Ecuador. Sau đó, hắn khai nhận còn giết hơn 240 nạn nhân khác ở Peru và Columbia.
Loạt phóng sự Biography cho biết sau khi hắn được phóng thích vào ngày 31 tháng 8 năm 1994, López đã bị bắt vì tội nhập cư trái phép và bị dẫn độ về Columbia với bản án 20 năm tù vì tội giết người. Y bị tuyên bố tâm thần và được điều trị quản thúc tại một bệnh viện ở Bogotá. Tới năm 1998, hắn được tuyên bố bình thường về sức khỏe và tự do với khoản tại ngoại 50 $ kèm theo nhiều điều kiện ràng buộc, tuy nhiên hắn đã bỏ trốn. Phóng sự này cũng nhắc tới việc Interpol sau đó cũng đã phải trực tiếp tham gia bắt giữ hắn tại Columbia vì tội giết người vào năm 2002.